# 94獨臂刀之情
《94獨臂刀之情》（英語：What Price Survival），是一部1994年上映、以民國時期為背景的香港武俠電影，由李仁港執導（其電影導演處女作），吳興國、姜大衛、徐少強、楊采妮等主演。本片香港片名以「獨臂刀」為名，但其橋段、人物設定、時代背景及刀的類型均與1960-70年代的《獨臂刀》系列大相逕庭。

## 故事大綱
東北地區的劍術第一大派「錯劍堂」有大師兄白復國（姜大衛飾）、二師弟汪靖國（徐少強飾）、三師弟武安國（劉松仁飾）一門三傑，白與汪以比武爭奪掌門之位，汪敗北後離開錯劍堂，於南京另行創立新門派「一刀會」。七年後改用刀法的汪再向白挑戰，汪使詐巧勝白，並要求帶走白仍在襁褓中的兒子，白不得與其相認。此嬰孩成為汪靖國的義子汪寧（吳興國飾），多年後寧在一刀會長大成人，被授以刀法，與師兄阿杰（高捷飾）及汪靖國親女小蓮（楊采妮飾）是摯友。汪向寧訛稱白是殺死寧親生父母的仇人，派寧前往錯劍堂挑戰白，又暗中與暗戀白亡妻的三師弟武安國協議，只要武助寧殺死白，再把寧殺死，便扶持他為錯劍堂掌門。寧向白下戰書，白知寧是自己兒子，坦然接受挑戰，決鬥期間有意傳授其武功心得。在武的突然介入下，白死於寧刀下。但寧隨即得知白是自己生父，與汪決裂，小蓮亦甘願離開父親追隨寧。寧與蓮被武追殺，但武終死於錯劍堂圍攻之下。汪又派杰去殺打算與蓮隱居的寧，但杰故意死在寧刀下，臨死前稱汪不會罷休，勸寧先下手為強。寧遂帶著生父的靈位向汪挑戰，最終汪的雙目被寧以藏於靈位的劍奇襲刺盲，寧想起兩代種種恩怨情仇，自斷一臂以示了結一切。

## 演員表
| 演員   | 角色          | 備註 |
| ------ | ------------- | --- |
| 吳興國 | 汪寧 （白寧） | 一刀會中人，由汪靖國撫養成人的義子。白復國的親兒，但誤以為白是殺死自己父母的仇人。最後向愚弄自己的汪靖國復仇。                                                                             |
| 姜大衛 | 白復國        | 錯劍堂第12代掌門，汪寧生父，汪靖國、武安國之大師兄。 |
| 徐少強 | 汪靖國        | 本為錯劍堂中人，白復國之二師弟，爭奪掌門失敗後自立一刀會，改用日式刀。 |
| 劉松仁 | 武安國        | 錯劍堂中人，白復國之三師弟。喜歡白素素，對白復國一直暗懷恨意。被汪靖國策反，在汪寧與白復國決鬥時暗算白，令白死於汪寧刀下。後被錯劍堂得悉是叛徒，被圍攻而亡。死前將素素遺下的髮釵交予小蓮。 |
| 楊采妮 | 小蓮          | 汪靖國親女，喜歡汪寧。後甘願離開父親與寧浪跡天涯，但知道寧必需向父親復仇後，為免成為其負累，甘願離開寧。最後與斷臂的寧重逢。                                                               |
| 高捷   | 阿杰          | 一刀會中人，汪靖國徒弟，汪寧、小蓮的師兄，三人關係非常友好。後奉師父之命去殺汪寧，但自己故意死在汪寧刀下，死前說出生命是美麗的。結局時寧悟出杰當時心情詳和。                               |
| 江珊   | 白素素        | 白復國之妻，汪寧生母，當年將仍在襁褓中的兒子交給汪靖國帶走後即死去。 |
| 鄧泰和 |               | 錯劍堂仇家紅英會女首領的部下之一，與同伴以電單車隊包圍錯劍堂的馬車，被白復國砍下一隻手掌。                                                                                                 |
| 吳育樞 |               | 汪靖國的徒弟，汪靖國與武安國會面時，兩人以其身體試招，武安國將劍插在其背上而去。 |

## 製作
本片與長春電影製片廠合作拍攝，於瀋陽取景。

## 發行
本片於1994年7月14日至20日上映共六天，票房約港幣七十六萬元，成績不佳。

## 音樂
- 插曲（非原創）：《情人的眼淚》 主唱：潘秀瓊 / 作曲：杜芬（姚敏筆名之一） / 作詞：秋薏（陳蝶衣筆名之一「狄薏」之筆誤）[註 1]

## 獎項
| 頒獎年份 | 頒獎典禮             | 獎項     | 名單   | 結果 |
| -------- | -------------------- | -------- | ------ | ---- |
| 1995     | 第14屆香港電影金像獎 | 最佳攝影 | 張東亮 | 提名 |

## 評價
此片上映時武俠片已處於低潮，未能吸引觀眾。
對本片的評價可細分為以下幾方面，其中影像及劇情方面為重點：

### 影像方面
本片是美術指導、電視編導出身的李仁港首次執導電影，一般認為美術、運鏡、剪接是精心之作，例如李焯桃指「大家都肯定編導李仁港對影像的精雕細琢及美術的刻意求工」，David Bordwell指序幕（將電影多幕畫面與演職員名單交替剪輯）的蒙太奇手法「璀璨」、「這樣的技巧換了在歐洲片出現，實驗意味就好像很強」。但馮若芷認為片中的「MTV美學」手法有所不足，在李仁港編導無綫電視的劇集《九陰真經》（1993）時已有用到這類手法，本片反而不及該劇集。John Charles認為決鬥場面的拍攝嫻熟，冬季景色優美，但李仁港似乎只重視這些風格的營造。

### 劇情方面
相對於風格強烈的影像，較多影評人以「單調空洞」一類的用詞形容其內容，包括John Charles的「comes across as empty pageantry」，亦認為恩怨情仇沿用武俠片舊有公式。但登徒亦指同期的武俠片出現「剝削武俠片世界」的風氣，如《新仙鶴神針》（1993）、《新流星蝴蝶劍》（1993）等，本片反而「撥亂反正」，「嘗試營造武俠世界的精神狀態，實在是很大膽的實驗」。登徒又認為本片「編導對此世界悲觀又不乏欣賞的情懷」，而本片的缺點是「因採取了迥異的敘事方式，卻抒發近乎氾濫的悲情，甚至是過分沉溺，而且無法以實驗的筆觸統一全片，影像的運用只止於意境，卻無法深入各角色的精神面貌」。徐寬則認為李仁港身兼導演及編劇，野心過大，自暴其短。

### 演員方面
另外，John Charles認為片中只有姜大衛、徐少強、劉松仁三名著名武俠片演員令人留有印象，吳興國的演出徒有憤怒，情感表現與氣質不足，楊采妮亦演不出女刀客風采。徐寬則認為吳興國與楊采妮演情侶沒有化學作用。

## 備註
1. 1 2  按片尾名單。

## 外部連結
- 香港影庫上《94獨臂刀之情》的資料（繁體中文）
- 互联网电影数据库（IMDb）上《94獨臂刀之情》的资料（英文）
- 豆瓣电影上《94獨臂刀之情》的資料 （简体中文）
- 时光网上《94獨臂刀之情》的資料（简体中文）